# Massacre de Nègrepelisse
Guerres de Religion
Batailles
Guerres de Religion en France
Prélude
- Mérindol (1545)
- Amboise (1560)
- Colloque de Poissy (1561)

Première guerre de Religion (1562-1563)
- Édit de Saint-Germain (1562)
- Massacre de Wassy (1562)
- Toulouse (1562)
- Vergt (1562)
- Rouen (1562)
- Dreux (1562)
- Orléans (1563)
- Paix d'Amboise (1563)

Deuxième guerre de Religion (1567-1568)
- Surprise de Meaux (1567)
- Michelade (1567)
- Saint-Denis (1567)
- Chartres (1568)
- Paix de Longjumeau (1568)

Troisième guerre de Religion (1568-1570)
- Jarnac (1569)
- La Roche-l'Abeille (1569)
- Poitiers (1569)
- Orthez (1569)
- Montcontour (1569)
- Pamproux (1569)
- Saint-Jean-d'Angély (1569)
- Arnay-le-Duc (1570)
- Rabastens (1570)
- Paix de Saint-Germain-en-Laye (1570)

Quatrième guerre de Religion (1572-1573)
- Saint-Barthélemy (1572)
- Sancerre (1572-1573)
- Sommières (1573)
- La Rochelle (1573)

Cinquième guerre de Religion (1574-1576)
- Dormans (1575)
- Édit de Beaulieu (1576)

Sixième guerre de Religion (1577)
- Paix de Bergerac (1577)
- Édit de Poitiers (1577)

Septième guerre de Religion (1579-1580)
- Traité de Nérac (1579)
- Paix du Fleix (1580)

Huitième guerre de Religion (1585-1598) 
Guerre des Trois Henri

- Traité de Joinville (1584)
- Édit de Nemours (1585)
- Jarrie (1587)
- Coutras (1587)
- Vimory (1587)
- Auneau (1587)
- Journée des Barricades (1588)
- Arques (1589)
- Ivry (1590)
- Paris (1590)
- Journée des Farines (1591)
- Chartes (1591)
- Poncharra (1591)
- Châtillon (1591)
- Rouen (1591-1592)
- Craon (1592)
- Port-Ringeard (1593)
- Fort Crozon (1594)
- Fontaine-Française (1595)
- Doullens (1595)
- Amiens (1597)
- Édit de Nantes (1598)

Rébellions huguenotes (1621-1629)
- Saumur (1621)
- Saint-Jean-d'Angély (1621)
- La Rochelle (1621)
- Montauban (1621)
- Riez (1622)
- Royan (1622)
- Sainte-Foy (1622)
- Nègrepelisse (1622)
- Saint-Antonin (1622)
- Montpellier (1622)
- Saint-Martin-de-Ré (1622)
- Traité de Montpellier (1622)
- Blavet (1625)
- Île de Ré (1625)
- Traité de Paris (1626)
- Saint-Martin-de-Ré (1627)
- La Rochelle (1627-1628)
- Privas (1629)
- Alès (1629)
- Montauban (1629)
- Paix d'Alès (1629)

Révocation de l'édit de Nantes (1685)
Le siège puis massacre de Nègrepelisse est un événement s'étant déroulé du 10 au 11 juin 1622, et réalisé par les troupes du roi Louis XIII, dans la petite cité de Nègrepelisse, lors de la première des trois rébellions huguenotes.

## Préambule
Après avoir pacifié le Poitou et la Saintonge, Louis XIII confie le blocus de La Rochelle à son cousin Louis, comte de Soissons, pendant qu'il marche en direction du Languedoc, afin d'y secourir le duc de Montmorency, gouverneur de la région. L'armée du roi part de Royan le 16 mai et couche à Mortagne. Le 17 elle couche à Mirambeau, séjourne les 18 et 19 à Montlieu, arrive à Saint-Aulaye le 20, à Guitres le 21, à Saint-Émilion le 22, Castillon le 23 et Sainte-Foy-la-Grande le 25 mai que Jacques Nompar de Caumont, duc de La Force, paraît vouloir défendre (la place se rend toutefois sans combat).
Continuant sa chevauchée, Louis XIII arrive le 28 mai à Monségur et le 29 à Marmande, passe devant Tonneins que le duc d'Elbeuf et le maréchal de Thémines avaient pris le 4 mai précédent et ruiné ras-terre. Le 30 mai la troupe royale est à Aiguillon et le 1er juin à Agen puis remonte la Garonne par Valence-d'Agen jusqu'à Moissac.
S'approchant de Montauban, qu'il n'avait pas réussi à prendre l'année précédente, Louis XIII envoie le marquis de Valençay avec la gendarmerie de la Garde et les chevau-légers de Condé en reconnaissance jusqu'au glacis de la cité huguenote, afin de se protéger d'une attaque venue de la ville. Le 7 juin il fait passer l'Aveyron, près de Piquecos, à son armée qui bivouaque, en bataille, devant Villemade, à 2 lieues de Montauban, espérant que ceux-ci viendraient lui offrir sa revanche. Ceux-ci, bien que renforcés par le duc de Rohan de 500 hommes, restèrent prudemment derrière leurs murs.
Le 10 juin les troupes royales arrivent devant Nègrepelisse.

Les révoltes huguenotes dans le bastion protestant du Tarn-et-Garonne (1621-1628)

## Ordre de bataille
- Régiment de Navarre
- Régiment de Picardie
- Régiment de Piémont
- Régiment des Gardes françaises
- Régiment des Gardes suisses
- Régiment de Vaillac
- 600 cavaliers (dont ceux de la Maison militaire du roi de France)
- Artillerie : 7 canons-couleuvrines pris à Soubise au siège de Saint-Jean-d'Angély[2]

## Siège
Nègrepelisse était une petite place entourée d'une vieille muraille et dominée par un château situé sur la rive gauche de l'Aveyron. La place, qui avait été prise par les troupes royales en août 1621, avait été reprise par les huguenots montalbanais en décembre en massacrant la garnison royale de 400 soldats du régiment de Vaillac,.
Louis XIII n'avait pas oublié l'offense. Une fois l'armée royale devant la ville, les habitants tirèrent sur le maréchal général des camps et armées du roi et les carabins qui l'escortaient.
Les troupes furent organisées pour lancer trois attaques en même temps :
- Picardie à gauche, appuyé à la rivière Aveyron.
- Les Gardes françaises et suisses au milieu, face au château.
- Navarre à droite[3].

Les sept canons de l'armée royale furent mis en batterie devant la muraille qui reliait le château à la ville. 12 officiers et 20 suisses furent tués dans la batterie par les tireurs protestants.
Louis de Pontis, lieutenant de la 2e compagnie de Picardie, envoyé auprès du Roi pour prendre ses instructions, le trouva « dans une méchante chaumière, où l'on étouffait de fumée.
Voici l'ordre, lui dit Louis XIII. On attaquera la ville par les deux bouts, comme je l'ai commandé. Vous aurez tous quelque chose de blanc attaché aux cordons de vos chapeaux, de peur que, vous joignant dans la ville, vous ne vous tiriez les uns sur les autres, sans vous reconnaître. Je vous commande de ne pas faire de quartier à aucun homme, parce que ces gens m'ont irrité et qu'ils méritent d'être traités comme ils ont traité mes 400 soldats ».

## Prise de la ville et massacre
Le 10 juin 1622, les mouchoirs blancs furent mis aux chapeaux et l'assaut fut donné. Les défenseurs de Nègrepelisse se retirèrent dans un coin de la ville et demandèrent quartier ; le roi refusa. Nègrepelisse fut ensuite entièrement incendiée, le lendemain, après un pillage et saccage généralisé ; seuls quelques bâtiments échappèrent à la destruction. Selon un auteur anonyme du XIXe siècle, seule une douzaine d'hommes auraient survécu à la prise de la ville ; Louis XIII les fit pendre, à leur demande, aux arbres de leurs jardins. Selon un témoin oculaire, le maréchal de Bassompierre, seuls les hommes qui n'avaient pu se réfugier dans le château furent tués au cours de l'assaut ; après la reddition de ce dernier le lendemain, 12 à 15 des meneurs auraient été alors pendus. Selon Bassompierre, les dames et les demoiselles de la ville auraient eu par la suite des relations sexuelles (consenties ou non selon les cas) avec les soldats. L'un des valets de chambre du roi, par compassion, en racheta une quarantaine aux soldats qui les gardaient contre leur gré.
Devant cette barbarie, le cardinal Jean-François de Gondi, archevêque de Paris, aurait dit à Louis XIII :« Sire, la clémence est la vertu favorite des grands princes, au milieu de leurs plus beaux triomphes, ils font gloire de céder à la compassion. Quand vous voyagez dans vos provinces, vous devez ressembler à ces fleuves qui portent partout l'abondance. A Dieu ne plaise que votre passage ne puisse se comparer à celui des torrents dont les eaux impétueuses ravagent et ruinent tout.
Le prince de Condé qui entre à l'instant chez le Roi l'aurait trouvé ébranlé par ces vérités touchantes. Il prend alors un bréviaire qui est auprès du monarque, l'ouvre, et fait remarquer que, dans les leçons du jour tirées de l'Ancien Testament, le prophète Samuel reproche à Saül d'avoir épargné les Amalécites ».

## Suite de la campagne
Après la prise de Nègrepelisse, Louis XIII se rend à Saint-Antonin-Noble-Val, prend la ville puis se dirige vers Montpellier afin de la prendre également.

## Postérité
Six pamphlets relatent peu après le sort de la ville, présenté comme un châtiment divin médié par une justice royale s'abattant comme la foudre sur les rebelles.